# Anna Matscher
Anna Matscher (* 14. Juni 1961 in Innichen; † 27. März 2025 in Tisens) war eine Südtiroler Sterneköchin. Sie führte gemeinsam mit ihrem Mann Alois und ihrer Tochter Elisabeth das Restaurant „Zum Löwen“ in Tisens.

## Leben
Nach der Schule absolvierte Anna Matscher zunächst eine Ausbildung als Masseurin in Wien und war anschließend mehrere Jahre in diesem Beruf tätig. Erst ab 1987 widmete sie sich ganz dem Kochen. Im gleichen Jahr übernahm sie mit ihrem Mann das Restaurant „Zum Löwen“ in Tisens und avancierte 1997 als Autodidaktin zur Sterneköchin.

## Auszeichnungen
- 1997–2001 und seit 2007: Auszeichnung mit einem Michelin-Stern
- Gault Millau: 3 Hauben
- Le Guide de L′Espresso: 1 Haube
- Auszeichnung im Aral Schlemmer Atlas
- „Köchin des Monats“, Der Feinschmecker (Februar 2014)

## Veröffentlichungen
- Schnittlauch statt Petersilie. Lust auf Kochen mit Südtirols Sterneköchin. Wien/Bozen: Folio Verlag 2017, ISBN 978-3-85256-732-7